# Устьим
Устьим (также Ульстим) — озеро на севере Тверской области России, в Удомельском районе, в 40 километрах к северо-северо-востоку от Удомли. Находясь в Удомельской системе озёр на левобережье реки Съежи, принадлежит бассейну Невы.
Площадь озера 2,5 км². Длина 3,9 км, максимальная ширина 0,8 км при средней ширине 0,65 км, урез воды 143 м, длина береговой линии 9,0 км. Максимальная обнаруженная глубина — 15 м. Объём воды 4 960 000 м3. Берега суходольные, используются как сельскохозяйственные угодья. Проезжая песчано-гравийная дорога пролегает вокруг озера, на которой находятся 5 деревень: на севере — Тормосово-Комарно, на востоке — Артемьево, Овсянниково, Маслово, на юго-западе — Феднево, Мишуги. На юго-восточном берегу находится недействующая церковь Спаса Преображения постройки 1867 года.
В озеро Устьим впадает несколько ручьёв и река Мякиш. Из озера на севере вытекает небольшая речка, впадающая в реку Съежу.

## В культуре
Исаак Левитан писал первые этюды к картине «Озеро» (Русь) на берегу озера Устьим от усадьбы Комарно, вблизи усадьбы Котлован.